# Bavorovice
Bavorovice (německy Baurowitz) jsou vesnice, část města Hluboká nad Vltavou v okrese České Budějovice v Jihočeském kraji. Leží u řeky Vltavy přibližně v polovině vzdálenosti mezi Hlubokou a Českými Budějovicemi. Vesnice je vyhlášena jako vesnická památková zóna. V katastrálním území Bavorovice je přírodní památka a evropsky významná lokalita Hlubocké hráze.

## Název
Lidově se vesnici říkalo Baborovice, německy Baurowitz.

## Historie
První písemná zmínka o vesnici pochází z roku 1227.

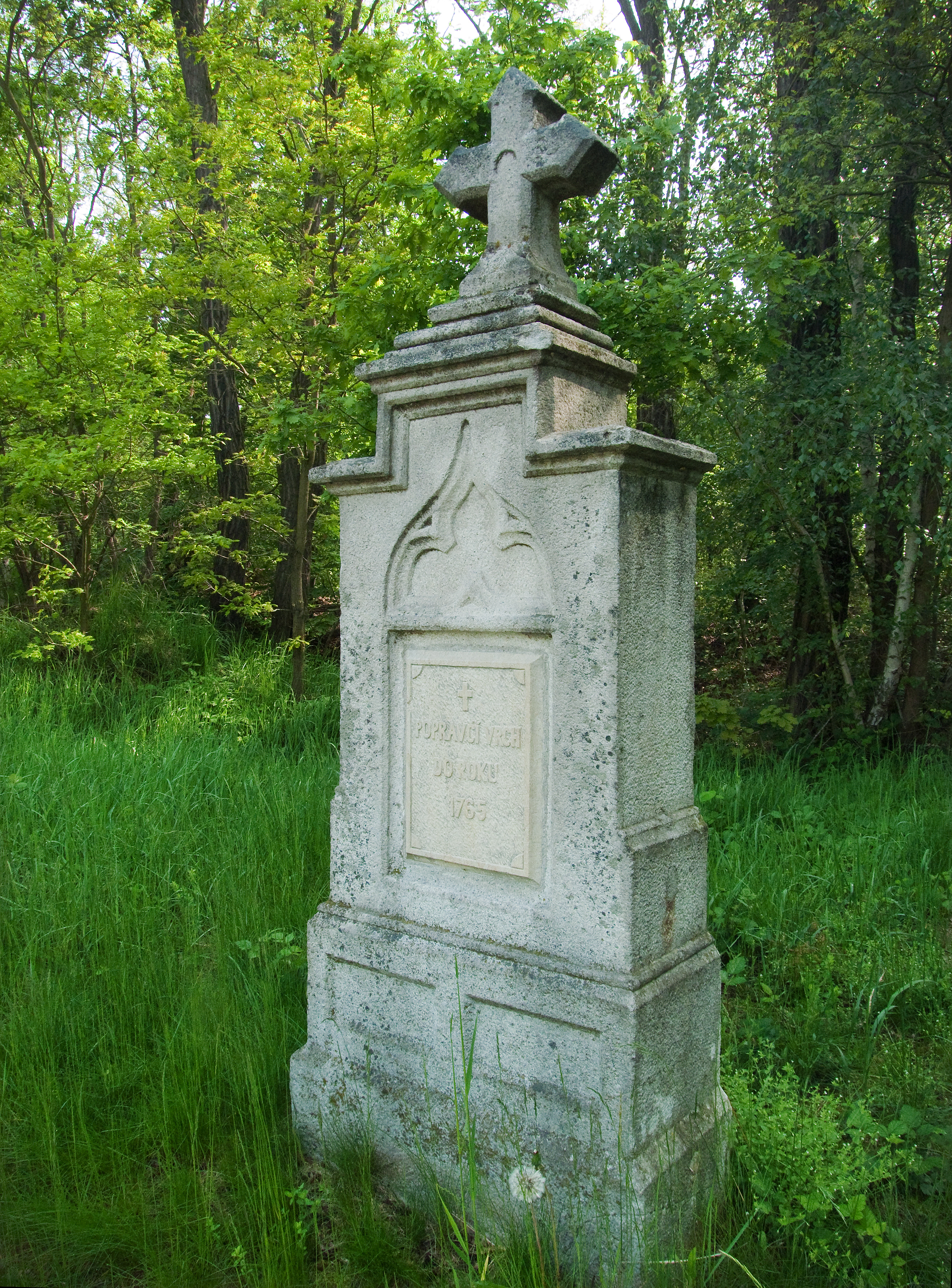
Popravčí vrch s datací 1765

Přinejmenším mezi lety 1228 a 1233 bylo sídlo v držení Pražského kláštera Svatého Jiří, po roce 1233 bylo závislé na hradu Hluboká (Froburg) (město Hluboká nad Vltavou v té době ještě neexistovalo).
Mezi rybníky Naděje a Velký Zvolen bylo ve středověku a počátkem novověku umístěno popraviště hojně užívané i ostatními obcemi. Poslední popravenou byla v roce 1773 služka Alžběta Prázdná odsouzená za infanticidu svého nemanželského dítěte. Tuto skutečnost připomíná místní památník.
V místě dnešní poříčské louky nechal roku 1516 Vojtěch z Pernštejna vybudovat rybník, který byl v roce 1849 vysušen. Podobným vývojem prošel severněji umístěný Podskalský rybník v Hluboké.
V první světové válce padlo třináct místních občanů (na návsi jejich památku připomíná pomník).

## Obyvatelstvo
| Rok            | 1869 | 1880 | 1890 | 1900 | 1910 | 1921 | 1930 | 1950 | 1961 | 1970 | 1980 | 1991 | 2001 | 2011 | 2021 |
| -------------- | ---- | ---- | ---- | ---- | ---- | ---- | ---- | ---- | ---- | ---- | ---- | ---- | ---- | ---- | ---- |
| Počet obyvatel | 286  | 330  | 342  | 350  | 444  | 410  | 416  | 335  | 363  | 308  | 276  | 281  | 310  | 312  | 281  |
| Počet domů     | 36   | 39   | 39   | 42   | 46   | 48   | 55   | 72   | 67   | 66   | 71   | 89   | 96   | 106  | 110  |

## Obecní správa
Po vzniku obcí roku 1850 byly Bavorovice samostatnou obcí. V letech 1943–1945 byly osadou obce České Vrbné, ale v letech 1945–1964 byly uváděny znovu jako obec. Od 14. června 1964 se staly součástí města Hluboká nad Vltavou. V letech 1850 až 1880 pod Bavorovice patřila vesnice Dasný.

## Doprava
Jihovýchodně od vesnice se nachází křižovatka silnice I/20 a II/105. Katastrálním územím vede také železniční trať Plzeň – České Budějovice, na které se zde nachází stanice Hluboká nad Vltavou.

## Pamětihodnosti
- Boží muka
- Kaple svatého Jana Nepomuckého
- Usedlosti čp. 1, 4, 5, 11, 16, 17, 21, 24, 29, 31 a 38
- Zemědělské dvory čp. 12 a 13
- Železniční most
- Kovárna čp. 2

## Ptačí chřipka
Začátkem 21. století byl objevem první případ ptačí chřipky na území ČR; jednalo se o zapáchající mršinu labutě nalezenou pod mostem přes Vltavu v Zámostí (část Hluboké nad Vltavou), přestože labutě se v místě tohoto nálezu prakticky nezdržují. Mezi Bavorovicemi a Českými Budějovicemi se však trvale pobývají hejna labutí, kde zřejmě labuť uhynula a byla unesena proudem Vltavy na místo nálezu.

## Cyklostezka
Vesnice leží na cyklostezce Josefa Cepáka, která je coby trasa 7, částí evropské páteřní sítě cyklostezek EuroVelo a je v tomto úseku oblíbenou trasou pro rekreační cyklisty a bruslaře. Cyklostezka vede po dochovaných zbytcích hrází bývalého Poříčského a Podskalského rybníka. Podle průzkumu cyklostezku využije průměrně denně přibližně 1000 osob, přičemž v letních měsících cyklostezku využije průměrně okolo 2000 osob denně.

## Osobnosti
- Jindřich Snopek (1651–1709) – převor kláštera Zlatá Koruna a opat sedleckého kláštera
- Stanislav Cífka (1927–1997) – literární historik, překladatel